# Скабєєва Ольга Володимирівна
Óльга Володи́мирівна Скабє́єва (рос. Ольга Владимировна Скабеева; нар. 11 грудня 1984) — російська пропагандистка. Спільно зі своїм чоловіком Євгеном Поповим веде ток-шоу «60 хвилин» на телеканалі «Росія-1» із 12 вересня 2016 року. Підтримує путінський режим та війну Росії проти України.

## Біографія
Народилась 11 грудня 1984 року в місті Волзькому Волгоградської області, де закінчила середню школу.
У десятому класі твердо вирішила стати журналісткою. Свою журналістську кар'єру розпочала в місцевій газеті «Неделя города» (укр. «Тиждень міста»).
Навчалася на факультеті журналістики Санкт-Петербурзького державного університету.
Під час навчання працювала в програмі «Вести — Санкт-Петербург». Була стипендіаткою Фонду Потаніна. 
У 2008 році з відзнакою закінчила університет і прийшла на роботу у федеральну редакцію ВДТРК. Працювала кореспонденткою програми «Вести».
У 2007 році отримала нагороду «Золоте перо» в номінації «Перспектива року» і молодіжну премію уряду Санкт-Петербурга. У 2008 році стала лауреаткою конкурсу «Професія — репортер» у номінації «Журналістське розслідування».
Із 12 вересня 2016 року спільно зі своїм чоловіком Євгеном Поповим веде суспільно-політичне ток-шоу «60 хвилин» на телеканалі «Росія-1», заявлене як дискусійна програма з гучними темами.

### Критика
У своїх репортажах систематично критикує російську опозицію. Телекритик Ірина Петровська відзначала її характерний «прокурорсько-викривальний» стиль ведення репортажів.
Під час пресконференції першої заступниці голови Верховної Ради України Ірини Геращенко в ПАРЄ свідомо заважала дачі інтерв'ю, створюючи паралельний фон розмови. Український блогер зробив відеоогляд провокаційних дій пропагандистки.

## Санкції
У лютому 2022 року проти Скабєєвої в Європейському союзі запровадили персональні санкції у зв'язку з вторгненням Росії в Україну.
15 березня 2022 року внесена до санкційного списку Великої Британії.
8 липня 2022 року — потрапила під санкції Канади, як "російський діяч дезінформації та пропаганди".
Також перебуває під санкціями Швейцарії, України та Австралії.
24 лютого 2023 року Ольга Скабєєва внесена до санкційних списків США.
8 квітня 2025 року СБУ оголосили Ользі Скабєєвій підозру в посяганні на територіальну цілісність України, пропаганді й виправданні війни, а також у спробі захоплення державної влади.

## Статки
Фонд боротьби з корупцією опублікував документальне розслідування, в якому стверджувалося, що Скабєєва та її чоловік володіють нерухомістю в Москві вартістю 4 млн доларів. Самі Скабєєва і Попов відреагували на претензії обуренням, відкинувши претензії, як неправдиві.
Видання The Insider, що подружжя отримує річну зарплату в розмірі 12,8 млн рублів.

## Родина
У квітні 2013 року вийшла заміж за журналіста ВДТРК Євгена Попова, колишнього зятя російського посла в ООН Віталія Чуркіна. 
14 січня 2014 року у них народився син Захар.

## Нагороди та премії
- «Золоте перо Росії» від Спілки журналістів Росії (9 лютого 2017) — «за розвиток дискусійних майданчиків на російському телебаченні» (спільно з чоловіком)[29]
- Премія «ТЕФІ—2017» в номінації «Ведучий суспільно-політичного ток-шоу прайм-тайму» категорії «Вечірній прайм» (3 жовтня 2017 року) (спільно з чоловіком)[30].
- Премія «ТЕФІ—2018» в номінації «Ведучий суспільно-політичного ток-шоу прайм-тайму» категорії «Вечірній прайм» (3 жовтня 2018 року) (спільно з чоловіком)[31]